# Coelopa offendens
Coelopa offendens är en tvåvingeart som först beskrevs av Walker 1861.  Coelopa offendens ingår i släktet Coelopa och familjen tångflugor. Inga underarter finns listade i Catalogue of Life.